# Peltacanthina octodecim
Peltacanthina octodecim är en tvåvingeart som först beskrevs av Speiser 1911.  Peltacanthina octodecim ingår i släktet Peltacanthina och familjen bredmunsflugor. Inga underarter finns listade i Catalogue of Life.